# Bröderna (dikt)
Bröderna är en versberättelse från 1901 av den svenska författarinnan Annie Quiding, senare gift Åkerhielm. Den handlar om det själlösa i en modern och materialistisk tid, som ställs i kontrast mot traditionerna i en socialt fungerande medeltidsstad.
Boken vann Svenska akademiens mindre guldmedalj år 1900. I Svenska akademiens handlingar beskrivs den som "mer betydande i idéinnehåll och reflexion än till själfva den yttre skildringen".